# てんぎゃん -南方熊楠伝-
『てんぎゃん -南方熊楠伝-』（てんぎゃん みなかたくまぐすでん）は、岸大武郎による日本の漫画。

## 概要
『週刊少年ジャンプ』（集英社）1990年50号から1991年10号まで連載された。単行本はジャンプコミックスデラックスより全1巻。粘菌学者南方熊楠の幼少時代から青年期のアメリカ時代にかけてを描いている。実録漫画ではあるが、タイトルの一部にもなっている天狗との邂逅など神秘的な要素も取り入れている。また登場人物の台詞に方言、当時の名詞が多用されているのも大きな特徴である。

## 単行本
単行本は全1巻。内容は2019年現在、未完となっている。
- 1991年5月発売 ISBN 978-4088584218